# Mary Sellers
Mary Sellers, pseudonimo di Wanja Mary Sellers (Nairobi, 3 settembre 1962), è un'attrice e regista statunitense.

## Biografia
Nata in Kenya e cresciuta negli Stati Uniti, a metà degli anni ottanta conosce il regista Fabrizio Laurenti per il quale interpreta il cortometraggio The Immigrant (1985). Prosegue l'attività cinematografica nel genere horror in Deliria (1987), La casa 3 - Ghosthouse (1988), La maschera del demonio (1989).
Per la televisione prende parte alla serie Valentina con Demetra Hampton (1989) e alla serie per ragazzi Mia and Me con la figlia Rosabell (2011-2012) e con la figlia Lucia Luna (2017).
Nel 2019 presenta Lost Keys and Orgasms at the Pasty Motel al Camden Fringe Festival.

## Vita privata
È sposata con Fabrizio Laurenti, da cui ha avuto tre figli: Diego Laurenti Sellers, Rosabell Laurenti Sellers, Lucia Luna Laurenti Sellers (New York, 2002), anche loro attori.

## Filmografia

### Attrice

#### Cinema
- The Immigrant, regia di Fabrizio Laurenti – cortometraggio (1985)
- Deliria, regia di Michele Soavi (1987)
- Kidnapping - Pericolo in agguato (Man on Fire), regia di Élie Chouraqui (1987)
- Eleven Days, Eleven Nights (11 giorni, 11 notti), regia di Aristide Massaccesi (1987)
- La casa 3 - Ghosthouse (Ghosthouse), regia di Humphrey Humbert (1988)
- L'ultima tentazione di Cristo (The Last Temptation of Christ), regia di Martin Scorsese (1988)
- Delitti esemplari, regia di Luca Alcini e Pietro Bontempo – mediometraggio (1988)
- La maschera del demonio, regia di Lamberto Bava (1989)
- Lambada, regia di Giandomenico Curi (1990)
- Chiedi la luna, regia di Giuseppe Piccioni (1991)
- Contamination .7, regia di David Hills e Martin Newlin (1993)
- L'amico d'infanzia, regia di Pupi Avati (1994)
- La stanza accanto, regia di Fabrizio Laurenti (1994)
- Romeo and Juliet, regia di Carlo Carlei (2013)
- The Orchard, regia di Mary Sellers (2018)

#### Televisione
- Valentina – serie TV (1989)
- Testimone oculare, regia di Lamberto Bava – film TV (1989)
- Tre passi nel delitto, episodio Cherchez la femme, regia di Fabrizio Laurenti (1993)
- Voci notturne, regia di Fabrizio Laurenti – miniserie TV (1995)
- Olimpo Lupo - Cronista di nera, regia di Fabrizio Laurenti – film TV (1995)
- Cenerentola, regia di Christian Duguay – miniserie TV (2011)
- Mia and Me – serie TV (2011-2012, 2017)
- Il velo nuziale - Viaggio a Venezia (The Wedding Veil Unveiled), regia di Terry Ingram – film TV (2022)

### Regista

#### Cinema
- Io e Annabella – cortometraggio (1993)
- Loon Lake (2011)
- This Property Is Condemned – cortometraggio (2011)
- The Orchard (2018)

#### Televisione
- A Wheel in Time – film TV (1999)

#### Web series
- Love Street (2016)

## Teatro
- Vanities di Jack Heifner, regia di Giovanni Lombardo Radice (1988)
- Lost Keys and Orgasms at the Pasty Motel di Mary Jane Figtree, regia di Richard Heap (2019)

## Doppiatrici italiane
- Monica Gravina in La casa 3 - Ghosthouse
- Monica Ward in Valentina
- Franca D'Amato in La stanza accanto